# Michael Sladek
Michael Sladek (Murrhardt, Baden-Wurtemberg; 1 de octubre de 1946-Schönau en la Selva Negra, 24 de septiembre de 2024) fue un médico y activista ambiental alemán, a favor de minicentrales distribuidas de energía verde.

## Biografía
Sladek se hizo famoso por crear un sistema independiente de red para producir electricidad, mediante pequeñas centrales eléctricas distribuidas. Por este motivo, en 1996 la revista alemana Capital le concedió el premio Capital/WWF-Umweltpreis. En 1999 él y su esposa Ursula Sladek recibieron el Premio Futuro Libre de Armas Nucleares. En enero de 2004, ambos recibieron la más alta condecoración de Alemania, la Cruz Federal del Mérito, por su gran compromiso con el medio ambiente.
Después de la catástrofe de Chernóbil en 1986, se hizo conocido por su idea de un sistema independiente de las centrales nucleares para generar energía eléctrica a través de minicentrales distribuidas. Con su sistema, que combina una estrategia de eficiencia con una estrategia de ahorro energético, se ha conseguido satisfacer el consumo energético de la comunidad de Schönau en la Selva Negra. Tras su compromiso, con el apoyo de su mujer y de numerosos amigos, nació el primer proveedor alemán de energía verde: EWS Schönau. La comunidad de Schönau fue la primera comunidad de un país occidental que se independizó de la red eléctrica nacional y pudo decidir cómo se produciría la electricidad.
Sladek murió el 17 de septiembre de 2024, a los 77 años de edad en Schönau en la Selva Negra.

## Honores
- 2004: Cruz Federal al Mérito en cinta, junto a su esposa.[7]
- 2007: Premio Fundador Alemán[8]
- 2012: Orden del Mérito del Estado de Baden-Württemberg, junto con su esposa.[9]